# Villa Gregorio García
Villa Gregorio García es una localidad del estado mexicano de Durango. Es parte del municipio de Gómez Palacio.

## Toponimia
El nombre de la localidad rinde homenaje a Gregorio García, militar partícipe de la Revolución mexicana y responsable de sublevar a la ciudad de Gómez Palacio en contra de la dictadura de Porfirio Díaz.

## Demografía
| Gráfica de evolución demográfica |
|                                  |

| Censo | Población |
| ----- | --------- |
| 1960  | 619       |
| 1970  | 876       |
| 1980  | 1 116     |
| 1990  | 1 310     |
| 2000  | 1 311     |
| 2010  | 1 446     |
| 2020  | 1 562     |